# Aefligen
Aefligen és un municipi del cantó de Berna (Suïssa), situat a l'antic districte de Burgdorf i a l'actual districte administratiu d'Emmental.